# 大崎市古川体育施設
大崎市古川体育施設（おおさきしふるかわたいいくしせつ）は、宮城県大崎市にある大崎市古川総合体育館・大崎市古川武道館・大崎市古川屋内運動場の屋内スポーツ3施設の総称である。

## 概要
古川市体育施設として開館したが、2006年3月31日に古川市が合併により大崎市となったため改称した。
2010年3月30日より指定管理者として古川体育協会が管理・運営に当たっている。
2011年3月11日の東日本大震災により施設が損傷。2012年5月1日よりアリーナ復旧工事が進められ、10月完了。

## 施設

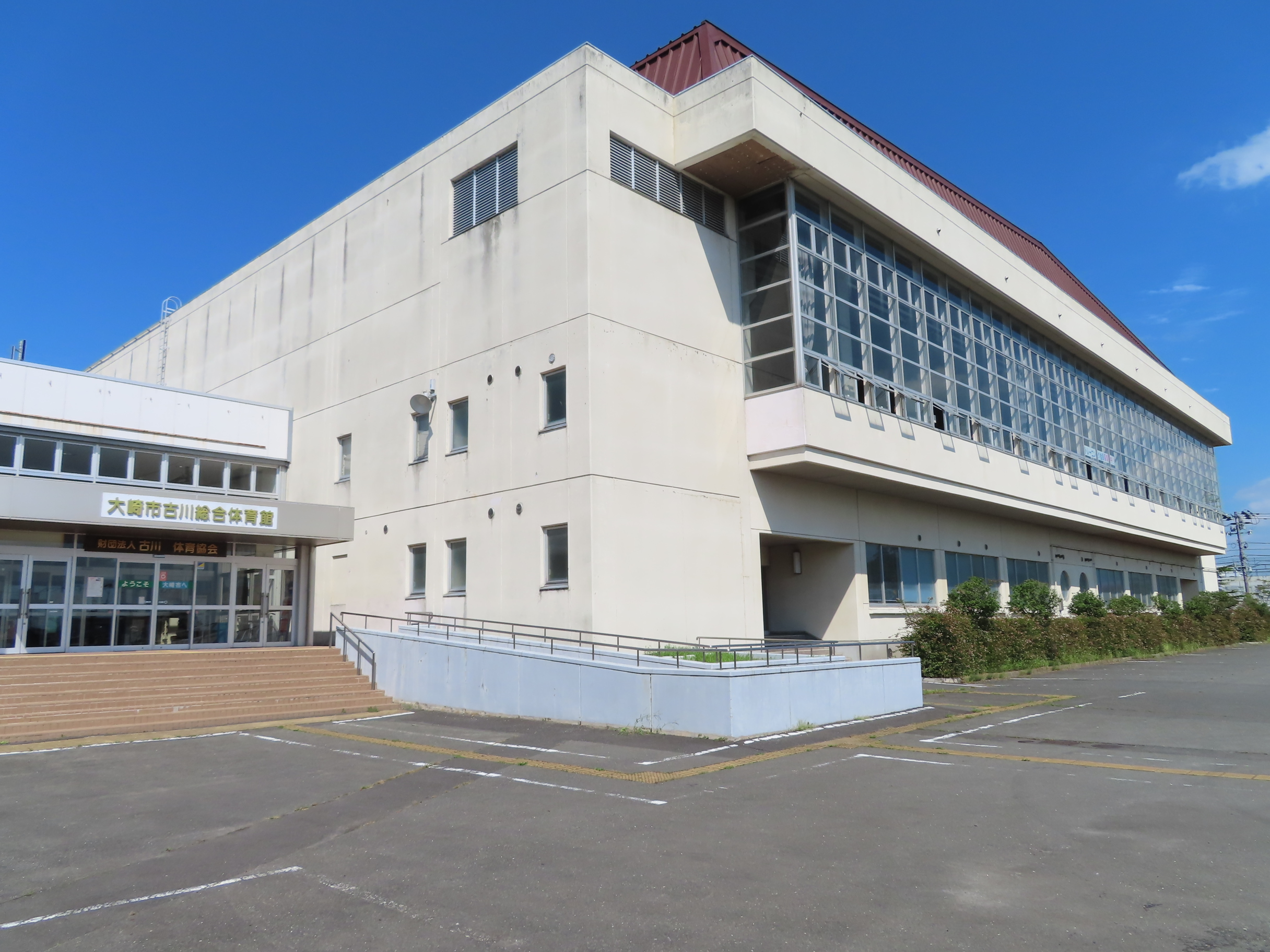
古川総合体育館
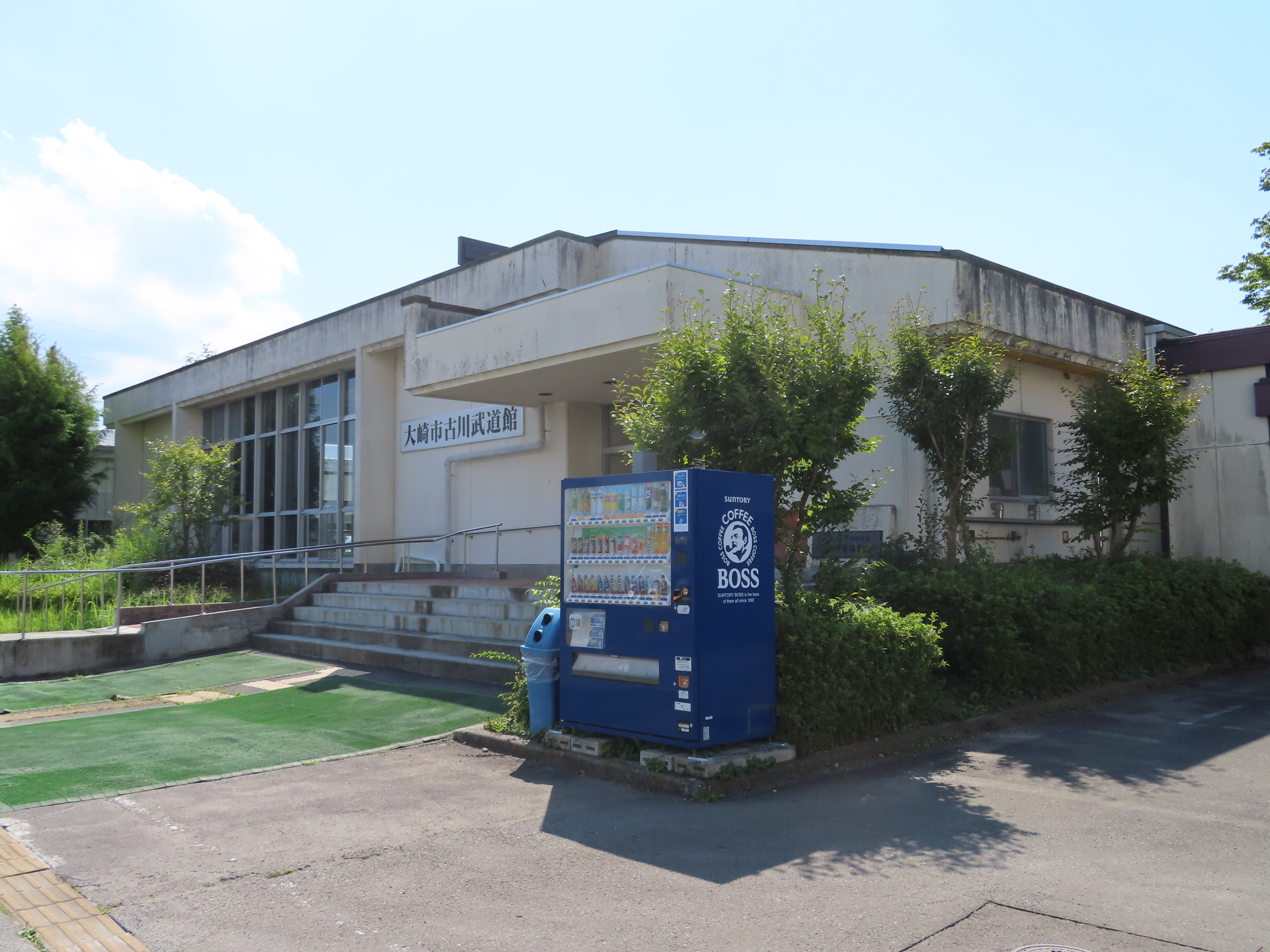
古川武道館
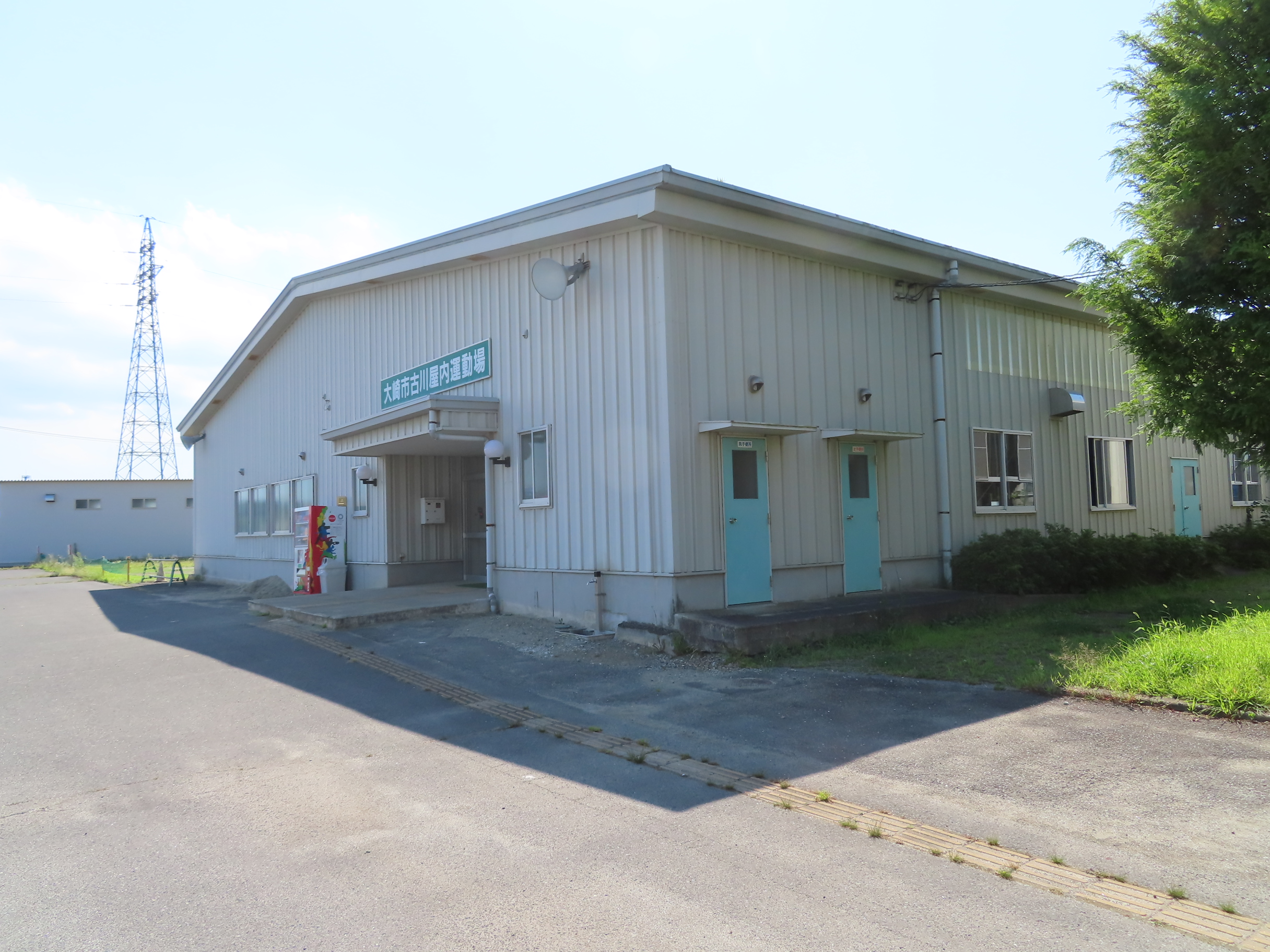
古川屋内運動場

### 古川総合体育館
- メインアリーナ
  - 面積 1,837.08m2
  - 6人制バレーボール4面、9人制バレーボール3面、バスケットボール2面、ハンドボール1面、テニス2面、バドミントン10面、卓球32面
- トレーニングルーム
- スタジオ

### 古川武道館
- アリーナ
  - 面積 764.40m2
  - 剣道場1面、柔道場1面

### 古川屋内運動場
- ソフトテニス1面、ゲートボール1面、弓道

## 主な大会・イベント
- 2012年10月28日に旧古川市出身の女子プロボクシング世界王者藤岡奈穂子の2度目の防衛戦が古川総合体育館で行われることが発表されている[2]。これがメインアリーナ復旧後初のイベントとなった。

## 交通アクセス
JR古川駅東口より徒歩20分